# Catapsilothrix goetschmanni
Catapsilothrix goetschmanni är en fjärilsart som beskrevs av Hans Rebel 1911. Catapsilothrix goetschmanni ingår i släktet Catapsilothrix och familjen äkta malar. Inga underarter finns listade i Catalogue of Life.